# Картрайт, Уолтер
Уо́лтер Ка́ртрайт (англ. Walter Cartwright; январь 1871 — дата смерти неизвестна) — английский футболист, выступавший на позиции левого хавбека. Был «одним из самых разносторонних игроков», выступавших за «Ньютон Хит» и «Манчестер Юнайтед», в основном составе которых выходил, как минимум, на девяти различных позициях на поле.

## Футбольная карьера
В начале своей футбольной карьеры выступал за команды «Нантуич» и «Хейвуд Сентрал». В 1893 году стал игроком клуба «Кру Александра». Провёл в клубе два сезона.
В июне 1895 года перешёл в «Ньютон Хит». Дебютировал за манчестерский клуб 7 сентября 1895 года в матче против своего бывшего клуба «Кру Александра», в котором «Ньютон Хит» одержал победу со счётом 5:0.
За 9 сезонов в составе клуба выступал преимущественно на позиции хавбека, однако поиграл на всех позициях, включая позицию вратаря. Провёл за «Ньютон Хит» (позднее — «Манчестер Юнайтед») 228 матчей во Втором дивизионе, в которых забил 8 голов, а также 27 матчей в Кубке Англии. Завершил карьеру футболиста в июне 1905 года.
В благодарность за многолетнюю карьеру, проведённую Уолтером в клубе, «Манчестер Юнайтед» принял решение организовать в его честь благотворительный матч. Однако к моменту проведения этого матча клуб находился под внешним управлением из-за долгов, и удалось собрать только £1,30, которые Картрайт тут же потратил в ближайшем пабе по пути домой.

## Статистика выступлений
| Клуб                                                      | Сезон            | Лига | Лига | Кубок | Кубок | Прочие | Прочие | Итого | Итого |
| Клуб                                                      | Сезон            | Игры | Голы | Игры  | Голы  | Игры   | Голы   | Игры  | Голы  |
| --------------------------------------------------------- | ---------------- | ---- | ---- | ----- | ----- | ------ | ------ | ----- | ----- |
| Кру Александра                                            | 1893/94          | 24   | 1    | 4     | 0     | 0      | 0      | 28    | 1     |
| Кру Александра                                            | 1894/95          | 26   | 0    | 2     | 0     | 0      | 0      | 28    | 0     |
| Кру Александра                                            | Итого            | 50   | 1    | 6     | 0     | 0      | 0      | 56    | 1     |
| Ньютон Хит (до 1902 года) Манчестер Юнайтед (c 1902 года) | 1895/96          | 27   | 2    | 3     | 0     | 0      | 0      | 30    | 2     |
| Ньютон Хит (до 1902 года) Манчестер Юнайтед (c 1902 года) | 1896/97          | 25   | 0    | 5     | 0     | 2      | 0      | 32    | 0     |
| Ньютон Хит (до 1902 года) Манчестер Юнайтед (c 1902 года) | 1897/98          | 27   | 1    | 3     | 0     | 0      | 0      | 30    | 1     |
| Ньютон Хит (до 1902 года) Манчестер Юнайтед (c 1902 года) | 1898/99          | 33   | 2    | 1     | 0     | 0      | 0      | 34    | 2     |
| Ньютон Хит (до 1902 года) Манчестер Юнайтед (c 1902 года) | 1899/00          | 25   | 0    | 1     | 0     | 0      | 0      | 26    | 0     |
| Ньютон Хит (до 1902 года) Манчестер Юнайтед (c 1902 года) | 1900/01          | 31   | 0    | 3     | 0     | 0      | 0      | 34    | 0     |
| Ньютон Хит (до 1902 года) Манчестер Юнайтед (c 1902 года) | 1901/02          | 29   | 3    | 1     | 0     | 0      | 0      | 30    | 3     |
| Ньютон Хит (до 1902 года) Манчестер Юнайтед (c 1902 года) | 1902/03          | 22   | 0    | 4     | 0     | 0      | 0      | 26    | 0     |
| Ньютон Хит (до 1902 года) Манчестер Юнайтед (c 1902 года) | 1903/04          | 9    | 0    | 6     | 0     | 0      | 0      | 15    | 0     |
| Ньютон Хит (до 1902 года) Манчестер Юнайтед (c 1902 года) | Итого            | 228  | 8    | 27    | 0     | 2      | 0      | 257   | 8     |
| Всего за карьеру                                          | Всего за карьеру | 278  | 9    | 33    | 0     | 2      | 0      | 313   | 9     |